# Bóveda (Begonte)

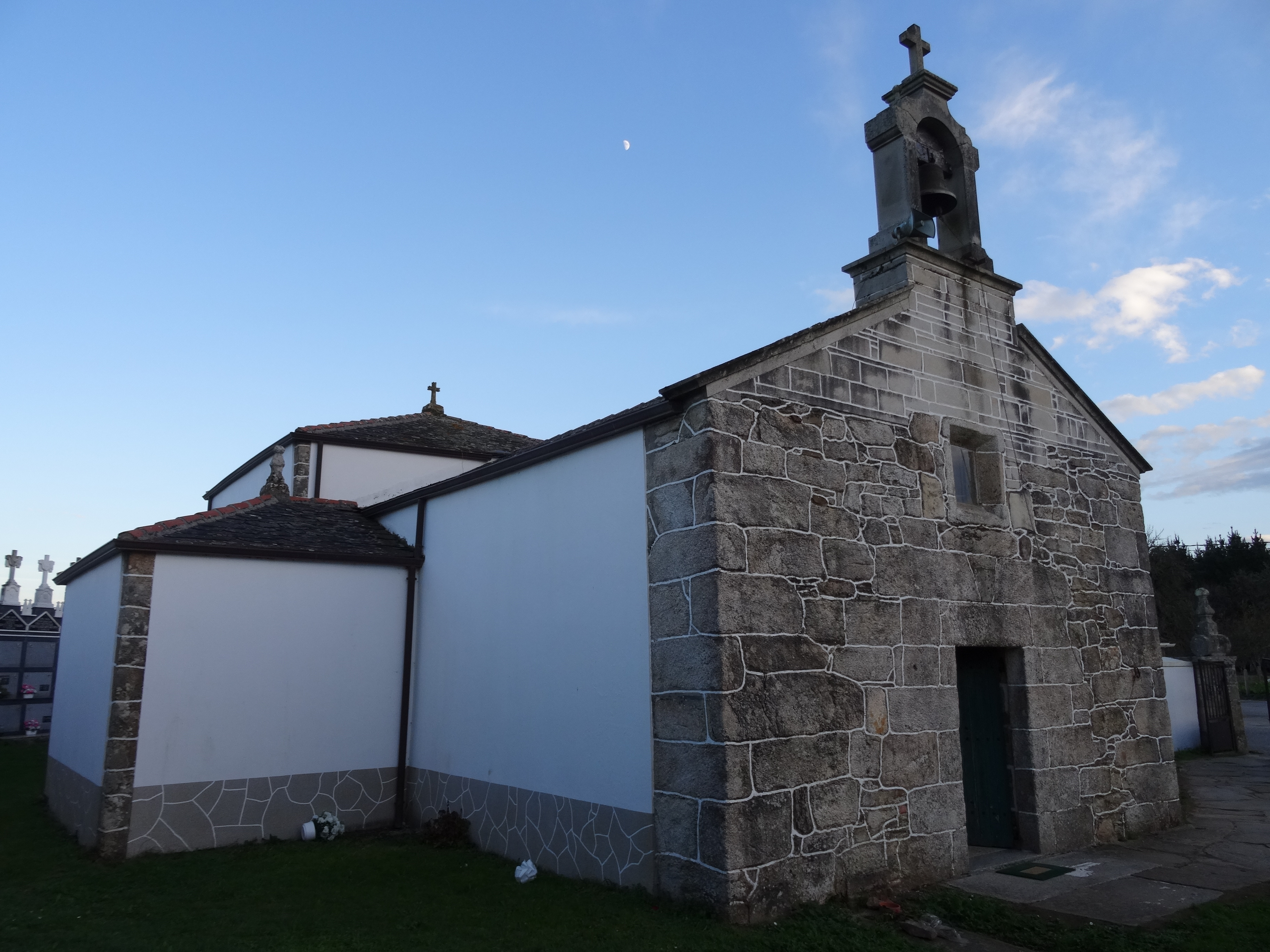
Església de Santalla de Bóveda

Santalla de Bóveda és una parròquia i localitat del municipi de Begonte, a la província de Lugo.
El 2014 tenia una població de 142 habitants segons l'IGE, repartits en 10 entitats de població: A Bailada, Bocacarreira, Bóveda, A Cruz, O Fro, A Graña, A Pena Moura, O Seixo Branco, O Touredo i Vilariño.